# Fred Martin
Fred George Martin (* 13. Mai 1929 in Carnoustie; † 20. August 2013 in Methven) war ein schottischer Fußballspieler auf der Position des Torwarts.

## Laufbahn
Martin schloss sich im Oktober 1946 zunächst als Stürmer dem FC Aberdeen an, wechselte aber schon bald ins Tor. Seit der Saison 1950/51 war er Stammtorhüter seines Vereins und 1954 wurde er sogar zum Nationaltorhüter Schottlands berufen und war bei der im selben Jahr ausgetragenen Fußball-Weltmeisterschaft 1954 der erste Spieler des FC Aberdeen, der bei einer Fußball-Weltmeisterschaft zum Einsatz kam. Martin stand bei beiden Spielen der schottischen Nationalmannschaft im Tor, die gegen Österreich (0:1) und Uruguay (0:7) verloren wurden.
Sein erstes Länderspiel bestritt Martin am 5. Mai 1954 beim 1:0-Sieg gegen Norwegen, sein letztes Länderspiel war am 2. April 1955 gegen England und wurde 2:7 verloren. 
Sein größter Erfolg mit dem FC Aberdeen war der auch für den Verein erstmalige Gewinn der schottischen Fußballmeisterschaft in der Saison 1954/55. Während Martin an diesem Erfolg entscheidenden Anteil hatte, war sein Anteil am erstmaligen Pokalsieg des Vereins in der Saison 1946/47, seinerzeit noch auf der Position des Stürmers, von eher untergeordneter Bedeutung. Dreimal erreichte er später als Torhüter mit dem FC Aberdeen noch ein Pokalfinale, unterlag aber in allen Fällen: 1953 gegen die Glasgow Rangers, ein Jahr später gegen Celtic Glasgow und 1959 gegen den FC St. Mirren. Außerdem gelang in der auf den Meisterschaftsgewinn folgenden Saison 1955/56 noch einmal die Vizemeisterschaft hinter den Rangers. In derselben Saison gelang ferner noch ein Erfolg im Scottish League Cup durch einen 2:1-Finalsieg gegen den FC St. Mirren. 
Verletzungsbedingt beendete Martin seine aktive Laufbahn 1960.
2004 wurde er in die „Hall of Fame“ seines langjährigen Vereins FC Aberdeen aufgenommen.

## Erfolge
- Schottischer Meister: 1955
- Schottischer League Cup: 1956